# Zarou
Zarou (de son vrai nom Gérard Cardella) est un artiste peintre et lithographe français né le 9 août 1930 à Gassin (Var), mort le 20 novembre 2013 à Saint-Antonin-du-Var.

## Biographie
Fils du peintre Tony Cardella à qui dès l'enfance il doit sa formation de peintre, il est, en 1955, élève de l'Académie Julian à Paris. Il s'installe ensuite au hameau de Mentone à Saint-Antonin-du-Var. 

## Expositions

### Expositions personnelles
- Zarou - Toiles fixées sur des radeaux, marina de Port Grimaud, 1970[4].
- Galerie Agay-Actualités, Agay, 1979[5].
- Art World, Cannes, 1995[2].
- Zarou, la palette ensoleillée, Musée-galerie Honoré-Camos, Bargemon, février-juillet 2020[6],[7],[8].

### Expositions collectives
- De Bonnard à Baselitz, dix ans d'enrichissements du cabinet des estampes, 1978-1988, Bibliothèque nationale de France, Paris, 1992[3].
- Cent lithographies de peintres contemporains, château-mairie de la Mothe, Mérinchal, août 2020[9].

## Réception critique
- « Il décrit les paysages de la haute et basse Provence, les étangs de la Camargue; les plaines de la Crau » - Dictionnaire Bénézit[5].

## Collections publiques
- Musée-galerie de Bargemon, Bargemon, huile sur toile[7].
- Château-mairie de la Mothe, Mérinchal, lithographie (ancienne collection du peintre Jean Triolet)[9].
- Département des estampes et de la photographie de la Bibliothèque nationale de France, Paris, trois lithographie[3].

## Récompenses
- Médaille d'or de la ville de Paris en 1971, médaille de vermeil en 1980.
- Officier du Mérite et du Dévouement français.